# NGC 5238/1
NGC 5238/1 је спирална галаксија у сазвежђу Ловачки пси која се налази на NGC листи објеката дубоког неба.
Деклинација објекта је + 51° 36' 50" а ректасцензија 13h 34m 42,6s. Привидна величина (магнитуда) објекта NGC 5238 износи 13,7 а фотографска магнитуда 14,3. NGC 52381 је још познат и под ознакама UGC 8565, MCG 9-22-82, CGCG 271-52, KCPG 384A, MK 1479, VV 828, 1ZW 64, PGC 47853.